# Organitis characopa
Organitis characopa är en fjärilsart som beskrevs av Edward Meyrick 1906. Organitis characopa ingår i släktet Organitis och familjen stävmalar. Inga underarter finns listade i Catalogue of Life.